# (1357) Khama
(1357) Khama es un asteroide que forma parte del cinturón de asteroides y fue descubierto por Cyril V. Jackson desde el observatorio Union de Johannesburgo, República Sudaficana, el 2 de julio de 1935.

## Designación y nombre
Khama recibió inicialmente la designación de 1935 ND.
Posteriormente se nombró en honor del rey bechuano Khama III (h.1837-1923).

## Características orbitales
Khama está situado a una distancia media de 3,184 ua del Sol, pudiendo acercarse hasta 2,679 ua y alejarse hasta 3,689 ua. Tiene una excentricidad de 0,1585 y una inclinación orbital de 13,98°. Emplea en completar una órbita alrededor del Sol 2075 días.